# モノリシック・システム
モノリシック・システム（英語: monolithic system）は、コンピュータのソフトウェアとハードウェアのコンテキストで、それぞれ異なる意味がある。

## ソフトウェア
ソフトウェアシステムが「モノリシック」と呼ばれるのは、そのシステムがモノリシックなアーキテクチャを持つときである。モノリシックなアーキテクチャでは、機能的に区別できるシステムのさまざまな側面（たとえば、データの入力と出力、データの処理、エラーハンドリング、ユーザーインターフェイスなど）が、アーキテクチャとして別々のコンポーネントに分離されているのではなく、すべてが1つに組み合わされたものとなっている。

## ハードウェア
マルチコアプロセッサなどの電子的なハードウェアシステムでは、「モノリシック」と呼ばれるのは、各コンポーネントが1つの集積回路に統合されているときである。ただし、1つのダイにシステムが組み込まれた場合に、マルチコアシステムで各コアが分離されたコンポーネントから構成される場合など、そのようなシステムでもアーキテクチャとして分離されたコンポーネントから構成されることもある。